# Bauerngroschen

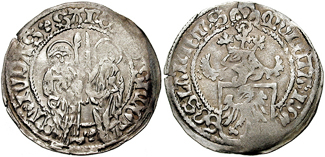
Bauerngroschen ohne Jahreszahl, Ende des 15. Jahrhunderts geprägt, hier mit GOSLARIENS in der Umschrift der Wappenseite (2,84 g; 28 mm Durchmesser; Silber)

Der Bauerngroschen, auch Burgroschen (niederdeutsch Buur ‚Bauer‘), ist ein in der Reichsstadt Goslar seit 1477 bis mindestens 1490 geprägter Groschen, der bis ins 16. Jahrhundert im Umlauf war. Auf der Vorderseite zeigt er einen Wappenschild mit Reichsadler unter einem Helm mit Krone sowie auf der Rückseite die Heiligen Simon und Judas. Die beiden Apostel wurden infolge der meist mangelhaften Ausprägung der Münzen vom Volk als Bauern gedeutet. So kam es zum Münznamen Bauerngroschen.

## Münzbeschreibung
Die in der Reichsstadt Goslar geprägten Bauerngroschen enthielten Ende des 15. Jahrhunderts 2,2 g Feinsilber bei einem Raugewicht von 2,92 g. Der Groschen galt 12 Goslarische oder Hildesheimische Pfennige. Auf einem Münzkonvent im Jahr 1490 wurde beschlossen, dass ein Gulden 13 Goslarische Bauerngroschen zu 12 Pfennigen gelten soll.

### Vorderseite

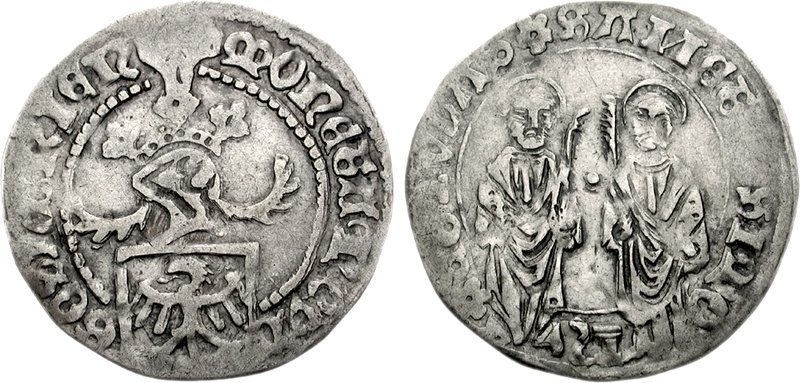
Bauerngroschen von etwa 1477/1481, ohne Jahreszahl (2,61 g; 28 mm Durchmesser; Silber)

Die Vorderseite zeigt den behelmten Stadtschild der Reichsstadt Goslar mit einfachem Reichsadler, darüber eine Krone mit Federbusch.
- Umschrift: MONETA NOVA – GOSLARIEN(sis) (in Mönchsschrift) – im Bild oben mit GOSLARIENS
  - Übersetzung: Neue Münze Goslars

### Rückseite
Links der Apostel Judas mit einer Keule, rechts der Apostel Simon mit einer Säge.
- Umschrift: SANCTVS SIMON – ET IVDAS
  - Übersetzung: Heiliger Simon und Judas

## Münzgeschichtliche Zusammenhänge
Die beiden Heiligen Simon Zelotes und Judas Thaddäus, die auf dem spätmittelalterlichen silbernen Groschen Goslars von der Bevölkerung als Bauern gedeutet wurden, gehören nach christlicher Überlieferung zu den zwölf Aposteln Jesu Christi. Simon wurde nach einer Version der Todesart zersägt und Judas mit einer Keule erschlagen. Auf den Bauerngroschen ist die Säge als Attribut Simons, die wie ein Stab gehalten wird, erkennbar. Die Keule des Judas auf den Groschen wird mitunter auch als Stab bezeichnet. Simon gilt als Patron der Holzfäller, während Judas lange Zeit keine besonderen Schutzaufgaben hatte, da, wie es überliefert ist, er mit Judas verwechselt wurde, der Christus für 30 Silberlinge verriet. „Der arbeitslose St. Judas“, so Hans Herrli, „verfügt daher über genügend Zeit und Muße, um sich auch ungewöhnlich schwierigen und zeitraubenden Problemen widmen zu können.“
Nach Karl Christoph Schmieder wurden die Bauerngroschen in der Reichsstadt Goslar geprägt. Er erklärt aber, dass die Apostel Simon und Judas andeuten,

„daß diese Groschen nicht […] von dem Stadtrathe, [sondern] von dem freien Reichsstifte St. Simon und Judas in Goslar ausgeprägt worden sind. Sie sind schlecht genug ausgedrückt (ausgeprägt), daß [man] die Heiligenscheine gar wol für Mützen, ihre […] Reiser für Knüttel und sie selbst für Harzer Bauern ansehen kann, und daher kommt die alte Benennung Bauerngroschen.“

Allerdings gibt Schmieder für die Prägezeit der Groschen die Zeit um 1350 an, was den aktuellen Angaben (ab 1477 geprägt) widerspricht.
Der Verein Gelehrter (1839), Leitzmanns Numismatische Zeitung (1842) sowie K. G. Ritter von Schultheß-Rechberg (1846) u. a. nennen ebenfalls das Reichsstift als Münzherr für diese Groschen. Demnach gehörten sie „wohl richtiger“ dem Stift dieses Namens an und nicht der Stadt Goslar.
Sowohl die Reichsstadt Goslar als auch das Pfalzstift St. Simon und Judas hatten Zugriff auf die reichen Silberbergwerke des Rammelsberges. Aktuell wird meistens die städtische Münzstätte Goslar als Prägestätte angegeben. Mitunter wird als Münzstand die Stadt genannt.
Anmerkung
Die im Jahr 1331 erstmals urkundlich erwähnte städtische Münzstätte Goslar war bis 1764 tätig. Sie bezog ihr Silber aus dem nahe gelegenen Rammelsberg.
Ob nun die Groschen mit dem volkstümlichen Münznamen Bauerngroschen der Stadtrat oder das freie reichsunmittelbare Pfalzstift St. Simon und Judas prägen ließ, wird unterschiedlich angegeben. Fest steht, dass die Bauerngroschen in Goslar geprägt wurden. Frühe Stadtmünzen sind die seit etwa 1436 geprägten sogenannten Matthiaspfennige (Brakteaten), die Matthiasgroschen auch Matthier genannt (seit etwa 1470/71), danach die Mariengroschen und die Körtlinge, das ist ein Groschentyp (= Kurzling), der von 1552 bis 1555 geprägt wurde. Taler ließ die Stadt Goslar ab 1531 prägen.